# زبان سامی شمالی
زبان سامی شمالی یکی از زبان‌های سامی و پرگویشورترینِ این زبان‌هاست. گویشوران این زبان در منطقهٔ شمالی کشورهای سوئد، نروژ و فنلاند می‌زینند.

## سامانه نوشتاری
سامی شمالی یکی از ۶ زبان سامی است که الفبای نوشتاری رسمی دارد. در سامی شمالی برای نوشتن از الفبای لاتین استفاده می‌کند.
| A a | Á á | B b | C c | Č č | D d | Đ đ | E e |
| F f | G g | H h | I i | J j | K k | L l | M m |
| N n | Ŋ ŋ | O o | P p | R r | S s | Š š | T t |
| Ŧ ŧ | U u | V v | Z z | Ž ž |     |     |     |

## نحو
سامی جنوبی همچون بیشتر زبان‌های سامی، یک زبان نهاد-فعل-مفعول است.